# Kafka (gruppo musicale)
I Kafka sono stati un gruppo hardcore punk italiano formatosi nel novembre del 1994 a Genova e scioltosi nel 2006.

## Formazione
- Alessandro - voce
- Luca G - chitarra
- Matteo - chitarra
- Alejandro (dal 1994 al 2000) - chitarra
- Luca V - basso
- Michele - batteria

## Discografia
- 1995 - Tensione del niente (autoproduzione)
- 1996 - Kafka (autoproduzione)
- 1997 - Black Out (No!Records)
- 1999 - Truths (No!Records / Houseoldname rec. (UK))
- 2000 - Prometheus (No!Records / Invictus records, split Kafka/Compact Justice)
- 2002 - Diferente actidud juvenil (No!Records/Fuxony, split Kafka/Endstand)
- 2003 - Split kafka / dEFDUMp (No!Records / Selfullfillment /Shove / Hurry up / Bloody tears collective / Invictus crew / Rebound action / Circle pit)
- 2003 - Retrospettiva 1994-2002 (Bloody tears collective)
- 2004 - The Will (Hurry up! records, No! records)